# Grzegorz Konopko

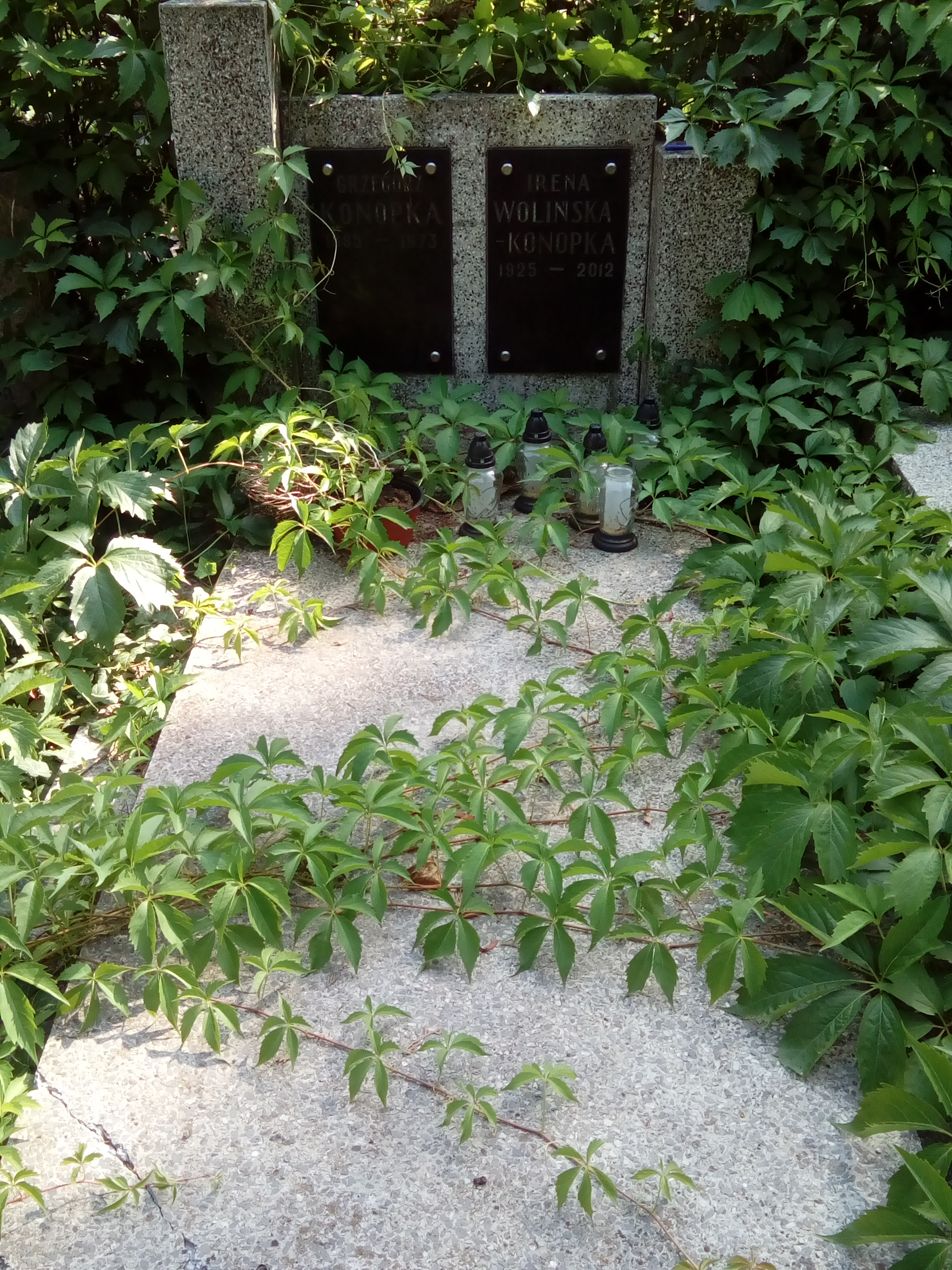
Grób Grzegorza Konopki na Cmentarzu Wojskowym na Powązkach

Grzegorz Konopko (Konopka) (ur. 11 lutego 1895 w Lublinie, zm. 4 sierpnia 1973 w Warszawie) – działacz komunistyczny, funkcjonariusz Czeka i MBP.

## Życiorys
Członek PPS i OB PPS, za udział w napadzie na furgon pocztowy pod Biłgorajem skazany na zesłanie do Kraju Zabajkalskiego, po rewolucji lutowej uwolniony, osiadł w Czycie. Pracował w warsztatach kolejowych w Czycie, podczas rewolucji październikowej wstąpił do oddziału Czerwonej Gwardii, brał udział w walkach z białymi, wstąpił również do Czeki. W latach 1918–1920 członek tajnego Komitetu Rewolucyjnego i komisji ds. łączności z oddziałami partyzanckimi, po wojnie domowej był od września 1920 członkiem Wschodnio-Zabajkalskiego Zgromadzenia Tymczasowego i przewodniczącym Zabajkalskiej Rady Ekonomicznej (1920-1922). Współorganizator i działacz związków zawodowych. Od 1927 działacz spółdzielczy w Moskwie, podczas II wojny światowej pracownik moskiewskiego szpitalu wojskowego, od 1943 aktywista ZPP. W 1946 wrócił do Polski, od 15 stycznia 1947 funkcjonariusz MBP, później MSW (do 31 marca 1947), telefonista węzła radiowego MBP, od lutego 1947 magazynier. W 1952 zmienił nazwisko na Konopka. Był odznaczony m.in. Orderem Lenina i Krzyżem Komandorskim Orderu Odrodzenia Polski.
Pochowany na wojskowych Powązkach (kwatera C33-3-14).